# Cali & el Dandee
Cali Y el Dandee es un dúo musical colombiano del género urbano y pop, compuesto por los hermanos Alejandro Rengifo (Cali) y Mauricio Rengifo (el Dandee).

## Carrera musical

### 2011-2016:3 A.M.
Fueron conocidos en su tierra natal Colombia gracias a su canción «Volver». Fuera de Colombia, se hicieron conocidos gracias a sus canciones «Yo te esperaré» y «Gol», cuyos vídeos fueron dos de los más vistos en YouTube España en 2011, ocupando el segundo y cuarto lugar, respectivamente. Han sido número uno en la lista 40 Principales España en 2012 con «Yo te esperaré» y «No hay dos sin tres», asimismo su sencillo «Yo te esperaré» fue certificado de oro en Colombia. Flybot es el nombre del estudio en el cual Dandee (Mauricio) produce y mezcla canciones, no solamente para la agrupación, sino también para diferentes artistas, como lo son Bonka, Esteman, Andrés Cabas, entre otros.
En 2012, realizaron una nueva versión del tema «Gol» junto a David Bisbal con el nombre «No hay dos sin tres», con motivo de la participación de España en la Eurocopa 2012. «No hay dos sin tres» también es el nombre de su primera gira por España, la cual contó con 15 conciertos y una presentación en el Festival Latinoamericano de Milán durante los meses de julio y agosto. Ese mismo año también publicaron su primer álbum, 3 A.M., el cual fue lanzado el 1 de enero para Latinoamérica y el 11 de julio para España y Estados Unidos. El año siguiente, en 2013, hicieron la canción «Por siempre» para la película Zipi y Zape y el club de la canica. Luego en 2014 lanzaron una versión Deluxe de su álbum 3 A.M. También ese año hicieron una nueva versión de su canción «Gol» con motivo de la clasificación de Colombia en el Mundial de ese año. En 2014 la cadena de radio española Cadena Dial reconoció su trabajo a lo largo del 2013 otorgándoles un galardón en los Premios Dial.
Junto con el argentino Luciano Pereyra, el brasileño Sam Alves, la chilena D-Niss y la mexicana Dulce María cantan el tema no oficial para la Copa América 2015, «Pon el alma en el juego» en 2015. Ese mismo año, lanzan «Por fin te encontré», junto al español Juan Magán y al colombiano Sebastián Yatra. Al año siguiente hicieron una canción para Coca-Cola llamada «Momentos para recordar», y sacan «Mil tormentas» junto con Morat.

### 2017-2021:Colegio
A principios del 2017 estuvieron en México en entrevista con Paola Galina para dar a conocer su nuevo sencillo «Lumbra» junto a Shaggy, el cual fue filmado en Jalisco. Posteriormente colaboraron con Maite Perroni en su canción «Loca» y publicaron el tema «La estrategia». Al año siguiente, se publicó su colaboración con Andrés Cepeda, titulada «Te voy a amar» y el tema «Sirena». En noviembre de ese mismo año, colaboraron con TINI en su canción «Por qué te vas».
En febrero de 2019 publicaron «Ay corazón», por el día de San Valentín. Tiempo después publicaron «Solo mía», con Greeicy y Jhay Cortez, «Tequila Sunrise», junto a Rauw Alejandro, y «Voy por ti», junto a Piso 21, las cuales forman parte de su segundo álbum Colegio. A finales de ese año, participan en el sencillo «+» de Aitana.
En 2020 lanzan su segundo álbum musical Colegio, donde contó con el tema «Locura», junto a Sebastián Yatra, y cuyo video musical de este último tema está ambientado en una cuarentena nacional y el amor a distancia. El 14 de agosto de ese año, lanzan su tema «Nada» con la cantante mexicana Danna Paola, y en octubre colaboran con Joey Montana y Greeicy en «Desesperado (Voy a tomar)». A finales de ese año, realizan una colaboración junto a Omar Montes y Lérica con el tema «En mute».
En 2021 lanzan «Primera Carta» junto a Beret, «Despiértate» junto a Mau y Ricky y Guaynaa, «Juega» junto a Charly Black, «Por Ella» junto a Boza, «Yo No Te Olvido» junto a Luis Fonsi y «Coldplay» junto a Aitana

## Integrantes

### Mauricio Rengifo
Conocido artísticamente como el Dandee nació el 15 de octubre de 1988, es originario de la ciudad de Cali. Estudió en el Colegio Berchmans.

### Alejandro Rengifo
Conocido artísticamente como Cali nació 3 de septiembre de 1993, es originario de la ciudad de Cali. Estudió en el Colegio Berchmans.

## Discografía
Álbumes de estudio
- 2012: 3 A.M.
- 2020: Colegio
- 2022: Malibú
- 2023: Ángel

## Premios y nominaciones
| Año  | Premio                  | Trabajo nominado | Categoría                                      | Resultado |
| ---- | ----------------------- | ---------------- | ---------------------------------------------- | --------- |
| 2011 | Premios 40 Principales  | Ellos mismos     | Mejor Artista o Agrupación Colombiana          | Nominados |
| 2012 | Kids' Choice Awards     | «Yo te esperaré» | Mejor canción                                  | Nominados |
| 2013 | Kids' Choice Awards     | «Yo te esperaré» | Mejor canción                                  | Nominados |
| 2013 | Premios 40 Principales  | «Yo te esperaré» | Mejor Canción Internacional en Lengua Española | Ganadores |
| 2013 | MTV Europe Music Awards | Ellos mismos     | Mejor Artista Latinoamérica Centro             | Nominados |
| 2020 | Premios Nuestra Tierra  | Ellos mismos     | Productor del Año                              | Nominados |